# Selișten Dol, Pernik
Selișten Dol (în bulgară Селищен Дол) este un sat în comuna Pernik, regiunea Pernik,  Bulgaria. 

## Demografie
Componența etnică a satului Selișten Dol
     Bulgari (94,52%)
     Nicio identificare (5,47%)
     Altele (0%)
La recensământul din 2011, populația satului Selișten Dol era de 146 locuitori. Din punct de vedere etnic, majoritatea locuitorilor (94,52%) erau bulgari. Pentru 5,47% din locuitori nu este cunoscută apartenența etnică.